# マリー・ミュラー
マリー・ミュラー（Marie Muller, 1985年7月29日 - ）は、ルクセンブルクの女子柔道選手。ドイツのバーデン＝ヴュルテンベルク州・フィルダーシュタット出身。階級は女子52kg級。身長163cm。

## 人物
柔道は7歳の時に始めた。最初はドイツの48kg級の選手としてヨーロッパU23柔道選手権大会で3位に入るなど活躍していたが、2005年からは階級を52kg級に上げた。しかし、2006年に膝を負傷して8か月に及ぶリハビリテーションに取り組んでいた時に、ルクセンブルクのスポーツクラブからルクセンブルク代表でやってみないかとの要請を受けると、熟考の上快諾して、2007年からはルクセンブルク代表として国際大会に出場するようになった。
欧州小国競技大会では2007年から3連覇を果たした。2008年の北京オリンピックではIJFの推薦で出場すると、初戦でアルジェリアのソラヤ・ハダドに合技で敗れるなどして9位にとどまった。2010年にはグランドスラム・リオデジャネイロで決勝まで進む健闘を見せるが、中村美里に合技で敗れた。また、世界選手権では3回戦で西田優香と対戦してGSまでもつれ込んだものの、小内刈で有効を取られて敗れた。
2011年の世界選手権では2回戦で西田に一本背負投で敗れた。
2012年のロンドンオリンピックには大陸枠で出場し、開会式ではルクセンブルク選手団の旗手を務めた。試合では準々決勝でヤネト・ベルモイに指導2で敗れると、その後の3位決定戦でもイタリアのロサルバ・フォルチニティに0-3の判定で敗れて5位に終わり、惜しくもメダルを獲得することが出来ずに終わった。
ルクセンブルク軍から給料を得ていたが、普段のトレーニングはルクセンブルクでなく、シュトゥットガルト近郊のエスリンゲンで行っていた。

## 主な戦績
48kg級での戦績
- 2003年 - ベルギージュニア国際 2位
- 2004年 - ドイツジュニア国際 3位
- 2004年 - ヨーロッパU23柔道選手権大会 3位

52kg級での戦績
- 2005年 - オーストリア国際 3位
- 2005年 - ヨーロッパ選手権 5位
- 2007年 - 欧州小国競技大会 優勝
- 2007年 - ヨーロッパU23柔道選手権大会 5位
- 2008年 - ロシア国際 5位
- 2008年 - イギリス国際 優勝
- 2009年 - 欧州小国競技大会 優勝
- 2009年 - フランス語圏競技大会 3位
- 2009年 - ワールドカップ・アピア 2位
- 2010年 - ワールドカップ・ブダペスト 5位
- 2010年 - ワールドカップ・ワルシャワ 3位
- 2010年 - グランドスラム・リオデジャネイロ 2位
- 2010年 - ワールドカップ・タリン 優勝
- 2010年 - ワールドカップ・マイアミ 3位
- 2010年 - ワールドカップ・バーミンガム 優勝
- 2010年 - グランドスラム・東京 5位
- 2010年 - グランプリ・青島 5位
- 2011年 - ワールドマスターズ 5位
- 2011年 - 欧州小国競技大会 優勝
- 2011年 - ワールドカップ・サンパウロ 5位
- 2011年 - ワールドカップ・マルガリータ島 3位
- 2011年 - ワールドカップ・サンサルバドル 2位
- 2011年 - ワールドカップ・ローマ 5位
- 2011年 - ワールドカップ・アピア 3位
- 2012年 - ワールドカップ・ブダペスト 5位
- 2012年 - ロンドンオリンピック 5位
- 2013年 - 欧州小国競技大会 優勝
- 2013年 - 世界選手権 7位
- 2015年 - 欧州小国競技大会 優勝

(出典、JudoInside.com)